# Franz Peschka
Franz Peschka (* 14. August 1856 in Abtsdorf; † 30. April 1908 in Wien) war ein österreichischer Landwirt und Politiker.

## Leben
Als Sohn eines Bauern und Grundbesitzers geboren, studierte Peschka nach dem Besuch der Realschule in Brünn am Francisco Josephinum in Mödling und an der Technischen Hochschule Wien. Während seines Studiums wurde er 1875 Mitglied der Wiener akademischen Burschenschaft Bruna Sudetia. Er war Einjährig-Freiwilliger und wurde Leutnant der Reserve. 1882 übernahm er den Hof seines Vaters, das ehemalige Erbgericht in Abtsdorf. Diesen bewirtschaftete er bis zu seinem Tod 1908. 1882 wurde er Bürgermeister von Abtsdorf. 1886 war er einer der Gründer des Deutschen Landwirtschaftlichen Zentralverbandes für Böhmen, dessen Vizepräsident er ab 1900 war. Von 1891 bis 1908 war er deutschliberaler Abgeordneter des Reichsrats, von 1895 bis 1913 Abgeordneter im Böhmischen Landtag. Er gehörte zuerst der Fortschrittspartei an und war später Gründer und Führer der Deutschen Agrarpartei. 1907 wurde er Deutscher Landsmannminister im Kabinett Beck.
Er war der Schwiegervater von Franz Spina.

## Ehrungen
- Exzellenz
- Orden der Eisernen Krone, Ritterkreuz 3. Klasse
- Jubiläums-Medaille
- In Abtsdorf stand ein 1913 von einem Bildhauer Henke entworfenes Denkmal für ihn